# Sang-dong, Bucheon
Sang-dong (koreanska: 상동) är en stadsdel i staden Bucheon i provinsen Gyeonggi i den nordvästra delen av Sydkorea, 19 km väster om huvudstaden Seoul.